# هيروتاكا إيإيد
هيروتاكا إيإيدَ (باليابانية: 飯田 絋孝) (29 أبريل 1982 في طوكيو في اليابان – )؛ هو لاعب كرة قدم ياباني سابق كان يلعب كلاعب وسط.

## وصلات خارجية
- هيروتاكا إيإيد على موقع رابطة كرة القدم اليابانية للمحترفين (اليابانية)
- هيروتاكا إيإيد على موقع عالم كرة القدم.نت (الإنجليزية)